# Catone in Utica (Metastasio)

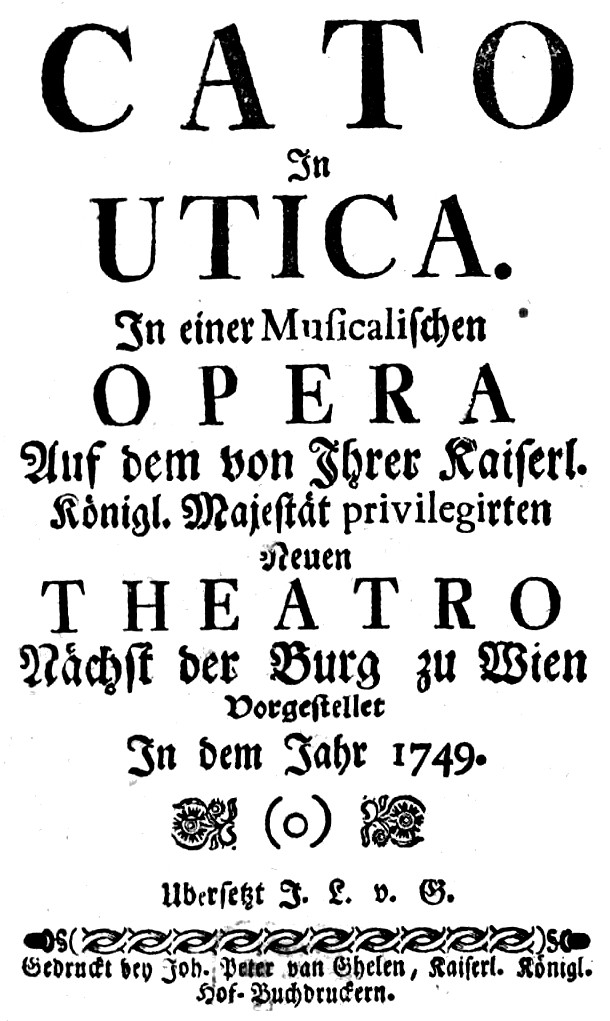
Titelblatt der deutschen Übersetzung, Wien 1749

Catone in Utica ist ein Opern-Libretto in drei Akten von Pietro Metastasio. Die Uraufführung der ersten Vertonung durch Leonardo Vinci fand am 19. Januar 1728 im Teatro delle Dame in Rom statt.
Eine deutsche Übersetzung des Librettos von Johann Anton Koch erschien 1771 unter dem Namen Cato in Utica im dritten Band seiner unvollendet gebliebenen Gesamtausgabe Des Herrn Abt Peter Metastasio Kayserl. Königl. Hofpoetens Dramatische Gedichte.

## Historischer und literarischer Hintergrund
Das Libretto verarbeitet die in der klassischen Geschichtsschreibung bei Plutarch, in dessen Bíoi parálleloi (Parallele Lebensbeschreibungen), Appianos von Alexandria (Rhomaika) und Cassius Dio (Historia Romana) erzählte Tragödie des römischen Staatsmannes Cato von Utica, der von 95 bis 46 v. Chr. lebte und als „Vater des Vaterlandes“ in die Geschichte des antiken Rom eingegangen ist. Der Urenkel von Cato dem Älteren und Verfasser berühmter Schriften über die Entstehung Roms und die Punischen Kriege im 2. Jahrhundert v. Chr. war auch der Schwiegervater des Brutus. Als glühender Verfechter der Republik misstraute er sowohl Pompeius als auch Caesar. Als Caesar 49 v. Chr. den Rubikon überschritt, stellte sich Cato auf die Seite des Pompeius. Nach der Niederlage bei Pharsalus, die Pompeius das Leben kostete, floh Cato nach Utica in Africa. Die Flucht nach Utica brachte Cato den Beinamen Uticensis ein. Nach der Niederlage seines Freundes Metellus Scipio gegen Caesar bei Thapsus (Nordafrika) im Jahr 46 v. Chr. beging Cato in Einklang mit seiner stoischen Philosophie Selbstmord. Aus rein musikalischen Gründen änderte Metastasio den Namen der Witwe des Pompeius, Cornelia Metella, in Emilia und den des Prinzen und späteren Königs von Numidien, Juba, in Arbace.

## Handlung
„Nach dem Tode des Pompejus sah sich dessen Widersacher Julius Cäsar, nachdem er sich zum immerwährenden Oberbefehlshaber gemacht, nicht allein von Rom und dem Rath, sondern auch von der übrigen ganzen Welt gehuldiget, nur alleine nicht von dem Cato dem jüngern, einem römischen Rathsherrn, welcher nachmals der Uticenser von dem Ort seines Todes genennet worden. Dieser war ein Mann, der bereits als ein Vater des Vaterlandes, nicht nur wegen streng beobachteter Vollkommenheit der Sitten, sondern auch wegen seiner Tapferkeit geehret wurde; Er war auch ein grosser Freund des Pompejus, und ernstlicher Vertheidiger der römischen Freyheit. Nachdeme derselbe in Utica  die noch übrigen wenigen zerstreuten Kriegs-Völker des Pompejus zusammen gebracht, hatte er mit Hülffe des Juba, Königs von Numidien eines der getreuesten Freunde des gemeinen Wesens von Rom die Standhafftigkeit, sich der Glückseligkeit des Ueberwinders zu widersetzen. Cäser eilte mit einem zahlreichen Kriegsheer dahin, und ob wohl er bey einer so grossen Ungleicheit der Kriegsmacht gänzlich versichert war, daß er ihn würde unterdrücken können, hat er doch, anstatt ihme zu drohen, in seine Tugend verliebt, nicht unterlassen, ihn durch Geschenke, und Bitten zu seinem Freund zu machen. Aber jener alle und iede Anerbietungen trotzig ausschlagend wollte, da er sahe, daß an der Vertheidigung von Rom zu verzweiflen seye, wenigstens sich selbst tödtend in Freyheit sterben. Cäsar gab über seinen Tod Zeichen des grösten Schmerzens zu erkennen, und ließ die Nachkommenschafft in Zweifel, ob mehr die Großmuth an diesem, welcher die Tugend an seinen Feinden so hoch geehret, oder die Standhafftigkeit an jenem, der die Freyheit seines Vaterlandes nicht überleben wollen, zu bewundern sey.
 Alles dieses ist aus den Geschichtschreibern genommen; das übrige aber wahrscheinlich.
 Zur Bequemlichkeit der Tonkunst hat man den Namen der Cornelia, Wittwe des Pompejus in Aemilia, und jenen des jungen Juba, eines Sohns des anderen Juba Königs von Numidien, in Arbaces verändert.
 [Die Wörter Götter, Schicksal usw. haben nichts mit den inneren Überzeugungen des Autors gemein, der sich als wahrer Katholik bekennt.]
 Der Schauplatz ist in Utica einer Stadt im Morgenland.“

Die folgende Inhaltsangabe basiert auf dem Libretto der Erstvertonung von Leonardo Vinci (Rom 1728) sowie der nachträglich geänderten Schlussfassung, beides nach der Übersetzung von Johann Anton Koch (1771).

### Kurzfassung
Erster Akt. Die nordafrikanische Stadt Utica wird von den Truppen Cesares (Julius Caesar) bedroht, der nach seinem Sieg über Pompeius kurz davor steht, die römische Republik in eine Diktatur zu verwandeln. Lediglich der römische Senator Catone (Cato von Utica), der ein Bündnis mit dem numidischen Prinzen Arbace (Juba II.) geschlossen hat, steht ihm im Weg. Arbace liebt Catones Tochter Marzia und will sie heiraten. Auch Catone heißt diese Verbindung gut. Marzia allerdings hat ein heimliches Verhältnis mit seinem Gegner Cesare. Sie hält Arbace hin und überredet ihn, die Hochzeit aufzuschieben. Als Cesare zu Friedensverhandlungen in die Stadt kommt, gibt ihm Pompeius’ Witwe Emilia (Cornelia Metella) deutlich ihren Hass zu erkennen. Der römische Gesandte Fulvio, ein Vertrauter Cesares, verliebt sich in sie, und sie versucht, ihn dazu zu bringen, Cesare zu ermorden. Fulvio stellt jedoch die Ehre über seine Liebe und verrät Cesare alles. Marzia will sich aufgrund der politischen Machenschaften Cesares von ihm lossagen, gibt aber nach, als er ihr von seinem Wunsch nach Frieden erzählt.
Zweiter Akt. Fulvio teilt Catone mit, dass Cesare über einen Frieden verhandeln wolle. Außerdem überreicht er ihm einen Brief des Senats, der eine Aussöhnung fordert. Catone weigert sich zunächst, ist dann aber doch bereit, seinen Gegner zu empfangen. Während sich Marzia darüber freut, sehnt sich Emilia weiterhin nach Rache, für die sie noch immer Fulvio einspannen will. Bei den Verhandlungen zeigt sich Catone unnachgiebig. Er fordert, dass Cesare seine Ambitionen aufgibt und dem Volk zur Rede steht. Cesares Angebot, durch eine Hochzeit mit Marzia den Frieden zu sichern, lehnt er kategorisch ab. Trotz Marzias Flehen ist ein Krieg nicht mehr zu vermeiden. Catone fordert sie und Emilia auf, sich sicherheitshalber zu den Schiffen zu begeben. Sie soll einen versteckten Weg in der Nähe der Isis-Quelle nutzen. Marzia weist Arbaces erneuten Hochzeitswunsch zurück und offenbart allen ihr Verhältnis mit Cesare. Ihr Vater verstößt sie daraufhin empört.
Dritter Akt. Um ihre Rache auszuführen, bereitet Emilia bei der Isis-Quelle eine Falle für Cesare vor. Marzia bittet ihn, im Falle seines Sieges ihren Vater zu verschonen.
 [Urfassung:] Marzia verirrt sich auf dem Weg zu den Schiffen und wird Zeugin des Hinterhalts, den Emilia und ihre Leute Cesare bereiten. Sie versucht, den Kampf zu unterbinden. Da erscheint ihr Vater und erblickt sie zusammen mit seinem Feind Cesare. Empört befiehlt er, sie zu töten und Cesare zu entwaffnen. Fulvio, dessen Soldaten mittlerweile die Stadt erobert haben, befreit ihn wieder. Catone kann die Niederlage nicht ertragen. Er ersticht sich selbst. Während er im Sterben liegt, fleht ihn seine Tochter um Vergebung an. Er gewährt ihr diese nur unter der Bedingung, dass sie Arbace heiratet und Cesare ewige Feindschaft schwört. Er stirbt mit einem Fluch gegen Cesare. Dieser trauert um seinen Feind.
 [Spätere Fassung:] Cesare wird bei der Quelle von Emilias Leuten angegriffen. Catone unterbindet den Kampf, da er einen solchen Hinterhalt abscheulich findet. Er fordert Cesare nun selbst heraus. Da berichtet Emilia, dass Fulvios Truppen in die Stadt eindringen. Catone und Cesare eilen zu ihren Leuten. Nach dem Sieg Cesares will Catone aus Verzweiflung über die verlorene Freiheit Roms Selbstmord begehen. Marzia und Arbace versuchen, dies zu verhindern. Marzia fleht ihren Vater um Vergebung an. Er gewährt ihr diese nur unter der Bedingung, dass sie Arbace heiratet und Cesare ewige Feindschaft schwört. Bei seinem Triumphzug fordert Cesare seine Soldaten auf, die Besiegten zu schonen. Da berichten Marzia und Emilia, dass sich Catone getötet habe. Cesare trauert um seinen Feind.

### Erster Akt
Waffensaal
Szene 1. Die Truppen Cesares stehen vor den Toren Uticas. Nur Catone und das numidische Volk stehen seinem Sieg noch entgegen. Der numidische Prinz Arbace bittet Catone um die Hand seiner Tochter Marzia. Catone befürwortet diese Verbindung (Arie Catone: „Con sì bel nome in fronte“).
Szene 2. Obwohl Marzia seit längerer Zeit ein heimliches Verhältnis mit Cesare hat, stimmt auch sie einer Hochzeit mit Arbace zu. Sie stellt ihm allerdings die Bedingung, heute nicht mehr von der Heirat zu sprechen. Er soll ihren Vater um Aufschub bitten und dabei verschweigen, dass dies eigentlich ihr Wunsch war (Arie Marzia: „Non ti minaccio sdegno“).
Szene 3. Arbace fällt es schwer, diese Bedingung zu erfüllen (Arie Arbace: „Che legge spietata!“).
Der innere Teil der Stadtmauern von Utica mit einem Tor und einer Zugbrücke
Szene 4. Die Brücke zum Stadttor wird heruntergelassen, um Cesare und Fulvio hereinzulassen. Sie sind unbewaffnet und wollen mit Catone über den Frieden verhandeln.
Szene 5. Emilia, die Witwe des Pompeius, ist empört, ihren Feind Cesare in der Stadt zu sehen, dem sie die Schuld am Tod ihres Mannes gibt. Fulvio bewundert sie insgeheim und verliebt sich in sie. Catone zieht sich zurück. Die Verhandlungen sollen später in seiner Wohnung stattfinden (Arie Catone: „Si sgomenti alle sue pene“).
Szene 6. Auch Cesare ist von Emilias Standhaftigkeit fasziniert (Arie Cesare: „Nell’ardire, che in seno ti accende“).
Szene 7. Fulvio erklärt Emilia seine Liebe. Um zu prüfen, ob er es ernst meint, verlangt sie Cesares Tod (Arie Fulvio: „Piangendo ancora“).
Szene 8. Emilia denkt an ihren ersten Gatten Pompeius. Sie hofft im Tode wieder mit ihm vereint zu sein, doch sein Mörder soll ihr vorangehen (Arie Emilia: „O nel sen di qualche stella“).
Ruinen in der Nähe von Catones Wohnung
Szene 9. Fulvio erzählt Cesare von Emilias Forderung. Sein Pflichtgefühl ist ihm wichtiger als seine Liebe zu ihr.
Szene 10. Aus Enttäuschung darüber, dass Cesare zum Feind des Vaterlands geworden ist, sagt Marzia sich von ihm los. Erst als er ihr erklärt, dass er zu Friedensverhandlungen gekommen sei, lässt sie sich beruhigen (Arie Cesare: „Chi un dolce amor condanna“).
Szene 11. Catone kommt, um Marzia zur bevorstehenden Hochzeit mit Arbace abzuholen.
Szene 12. Um Marzias Bedingung zu erfüllen, bittet Arbace Catone, die Hochzeit um einen Tag zu verschieben. Er kann Catone jedoch keinen plausiblen Grund dafür nennen, da Marzia ihm verboten hat, darüber zu sprechen. Catone ist verwirrt.
Szene 13. Arbace informiert Emilia über die verschobene Hochzeit (Arie Arbace: „E’ in ogni core“).
Szene 14. Emilia vermutet, dass Cesare hinter der Angelegenheit steckt. Marzia verteidigt ihn jedoch und versichert zugleich, dass sie seine Feindin sei. Emilia glaubt ihr nicht (Arie Emilia: „Un certo non sò che“).
Szene 15. Marzia befürchtet, dass Emilia ihre heimliche Liebe zu Cesare bemerkt haben könnte (Arie Marzia: „E’ follia se nascondere“).

### Zweiter Akt
Feldlager am Ufer des Flusses Bagradas mit vielen durch Brücken verbundenen Inseln
Szene 1. Catone beschwört die Römer, sich Cesare zu widersetzen. Er fragt Arbace noch einmal nach dem Grund für den Aufschub der Hochzeit. Obwohl er keine Antwort erhält, akzeptiert Catone seinen Wunsch. Das hat allerdings zur Folge, dass auch die Friedensverhandlungen mit Cesare bis nach der Hochzeit warten müssen. Da Marzia auf eine Aussöhnung mit Cesare hofft, ist sie von diesen Folgen ihrer Handelns erschrocken.
Szene 2. Fulvio teilt Catone mit, dass Cesare zu den Verhandlungen eingetroffen sei. Catone will ihn jedoch nicht empfangen. Anschließend gibt Fulvio ihm einen Brief des Senats, in dem dieser eine Aussöhnung mit Cesare fordert. Catone ist enttäuscht von den Senatoren (Arie Catone: „Và, ritorna al tuo Tiranno“).
Szene 3. Fulvio ist entsetzt über Catones Unnachgiebigkeit. Er geht, um Cesare über den Aufschub der Verhandlungen zu informieren. Arbace erklärt Marzia noch einmal seine Liebe, wird jedoch zurückgewiesen (Arie Arbace: „Sò, che pietà non ai“).
Szene 4. Cesare lässt Marzia und Emilia spüren, wie verärgert er über Catones Hochmütigkeit ist.
Szene 5. Fulvio teilt Cesare mit, dass Catone jetzt doch zum Gespräch bereit sei. Auf Marzias Bitten hin will Cesare noch einen letzten Versuch zur Versöhnung machen (Arie Cesare: „Soffre talor del vento“).
Szene 6. Marzia hofft wieder, dass ein Frieden herbeigeführt werden kann. Emilia hält sie für leichtgläubig (Arie Marzia: „In che ti offende“).
Szene 7. Fulvio versichert Emilia, dass sie sich mit ihrem Rachewunsch auf ihn verlassen könne. Insgeheim will er Cesare jedoch retten. Emilia möchte Fulvio ihrerseits lediglich als Mittel zur Rache benutzen, ohne ihn wirklich zu lieben (Arie Emilia: „Per te spero, e per te solo“).
Szene 8. Fulvio leidet unter dem Gewissenskonflikt zwischen seiner Treue zu Cesare und der Liebe zu Emilia (Arie Fulvio: „Nascesti alle pene“).
Zimmer mit Sesseln
Szene 9. Hoffnungsvoll meldet Marzia Catone die Ankunft Cesares.
Szene 10. Nach einer barschen Begrüßung fordert Catone von Cesare als Friedensbedingung, seine diktatorischen Pläne aufzugeben, die Waffen niederzulegen und dem Vaterland Rechenschaft über sein Verhalten abzulegen. Cesare geht nicht darauf ein, sondern bittet Catone stattdessen um die Hand seiner Tochter Marzia. Das steht für Catone außer Frage. Die beiden geraten in Streit, und eine Schlacht scheint unausweichlich.
Szene 11. Als Cesare gehen will, wird er von Marzia aufgehalten. Sie fleht ihn und ihren Vater an, sich zu besänftigen, doch beide sind zum Krieg entschlossen (Arie Cesare: „Se in Campo armato“).
Szene 12. Um sie aus der Kampfzone zu bringen, fordert Catone Marzia und Emilia auf, sich durch einen unterirdischen Gang zu den Schiffen zu begeben.
Szene 13. Arbace will Marzia noch vor Ausbruch der Kampfhandlungen heiraten. Marzia lehnt das mit der Begründung ab, dass sie ihn nicht liebe und er ihre Bedingungen noch nicht erfüllt habe. Dann offenbart sie ihr Verhältnis mit Cesare. Catone verstößt seine Tochter empört (Arie Catone: „Dovea svenarti allora“).
Szene 14. Marzia macht Arbace und Emilia Vorhaltungen (Arie Marzia: „Sò, che godendo vai“).
Szene 15. Emilia wirft Arbace vor, Marzias Beleidigungen und ihre offen eingestandene Treulosigkeit einfach hinzunehmen (Arie Emilia: „Se sciogliere non vuoi“).
Szene 16. Arbace leidet unter seiner Eifersucht auf Cesare (Arie Arbace: „Che sia la gelosia“).

### Dritter Akt
Vorhof
Szene 1. Fulvio warnt Cesare vor einer Falle. Emilia habe ihm erzählt, dass ihm seine Feinde am Stadttor auflauern. Glücklicherweise habe er einen Spitzel, Floro, bei den Gegnern. Dieser erwarte Cesare beim Isis-Brunnen, um ihn sicher aus der Stadt zu bringen. Fulvio will unterdessen Verstärkung holen (Arie Fulvio: „La fronda che circonda“).
Szene 2. Marzia drängt Cesare, die Stadt zu verlassen, um sich zu retten. Sie will allein vor ihrem Vater fliehen, bittet Cesare aber, ihn im Falle eines Sieges zu schonen. Von Gefühlen überwältigt macht sie sich auf den Weg (Arie Marzia: „Confusa, smarrita“).
Szene 3. Arbace will von Cesare wissen, warum er noch in der Stadt ist. Er erklärt sich zu seinem Rivalen im Krieg und in der Liebe. Dennoch bittet Cesare ihn, Marzia bei ihrer Flucht zu helfen. Arbace ist beeindruckt von Cesares Großmut (Arie Arbace: „Combattuta da tante vicende“).
Szene 4. Cesare verdrängt seine eigenen Sorgen (Arie Cesare: „Quell’ amor che poco accende“).
[Ab hier unterscheidet sich die Erstfassung des Librettos von der späteren Fassung, in der das tragische Ende etwas abgemildert wurde.]

#### Urfassung des Librettos
Alte Wasserleitungen mit einem unterirdischen Weg von der Stadt zum Meer; auf einer Seite eine verschlossene Tür
Szene 5. Marzia ist völlig verängstigt. Sie kann in der Dunkelheit den Weg nicht richtig sehen und auch die Tür zum Ausgang nicht öffnen. Als sie Geräusche hört, versteckt sie sich.
Szene 6. Emilia erscheint mit einer Gruppe bewaffneter Männer, um Cesare die Falle zu stellen. Die Tür wurde auf ihren Befehl verschlossen.
Szene 7. Auf der Suche nach seinem Helfer Floro bemerkt Cesare die mit einem Degen bewaffnete Emilia. Sie selbst hat Floros Verbindung zu Cesare ausgenutzt, um ihn in die Falle zu locken. Sie ruft ihre Männer herbei, und Cesare zieht den Degen, um sich zu verteidigen. Da tritt Marzia aus ihrem Versteck und fordert Einhalt.
Szene 8. Jetzt erscheint auch Catone. Er ist entsetzt, seine Tochter an der Seite seines Feindes zu finden, und befiehlt, sie zu töten und Cesare zu entwaffnen.
Szene 9. Fulvio dringt mit weiteren Soldaten in den Gang ein und befreit Cesare. Seine Leute haben unterdessen auch Utica erobert. Catone erkennt, dass seine Sache verloren ist. Dennoch will er sich Cesare nicht unterwerfen, obwohl der ihm großmütig seine Freiheit und seine Waffen lässt. Lieber will er in Freiheit sterben. Auch Emilia kann ihren Rachedurst nicht aufgeben. Marzia und Cesare bitten sie vergebens um Mäßigung (Ensemble: „Deh in vita ti sorba“).
Prächtiger Ort in Catones Wohnung
Szene 10. Arbace sucht mit seinen Leuten verzweifelt nach Marzia. Er trifft auf Fulvio und eine Gruppe von Cesares Soldaten und will sie sogleich angreifen. Fulvio jedoch teilt ihm mit, dass Cesare keinen Streit suche, sondern seine Freundschaft wünsche.
Szene 11. Emilia berichtet, dass sich Catone einen Dolch in die Brust gestoßen habe und im Sterben liege. Fulvio macht sich auf den Weg zu Cesare, um ihn darüber zu informieren.
Szene 12. Marzia bringt ihren verwundeten Vater herein. Er wollte der Schande einer Diktatur entgehen und ist noch immer wütend auf sie. Als Marzia ihn um Verzeihung anfleht, verlangt er von ihr, Arbace ewige Treue und Cesare ewigen Hass zu schwören. Marzia tut dies schweren Herzens. Daraufhin umarmt Catone sie und wird ohnmächtig.
Szene 13. Cesare und Fulvio kommen hinzu. Cesare kümmert sich geradezu zärtlich um den Sterbenden. Er hofft noch immer auf eine Versöhnung. Catone bleibt jedoch feindselig und stirbt mit einem Fluch auf den Lippen: Jene Hand, die Cesare für am wenigsten treulos halte, möge ihm die Brust durchstoßen. Cesare jedoch betrauert seinen Feind. Catones Tod ist ein zu hoher Preis für seinen Sieg. Er schleudert seinen Lorbeerkranz fort.

#### Spätere Fassung des Librettos
[nach der Übersetzung von Johann Anton Koch]
Schattiger von Bäumen umgebener Ort mit dem Isis-Brunnen auf der einen Seite und einem Zugang zu alten Wasserleitungen auf der anderen
Szene 5. Emilia erscheint mit einer Gruppe bewaffneter Männer, um Cesare die Falle zu stellen. Der Ausgang wurde auf ihren Befehl verschlossen, um seine Flucht zu verhindern.
Szene 6. Cesare kommt auf der Suche nach seinem Helfer Floro zum vereinbarten Ort am Brunnen und bemerkt den Hinterhalt Emilias. Sie selbst hat Floros Treue ausgenutzt, um ihn in die Falle zu locken. Sie ruft ihre Leute auf, Cesare zu töten, und er zieht den Degen, um sich zu verteidigen.
Szene 7. Da kommt Catone und unterbricht den Kampf. Ein Hinterhalt ist für ihn keine ehrenvolle Methode zu siegen. Er schickt Emilia fort.
Szene 8. Als Cesare sich bei Catone für die Rettung bedankt, fordert dieser ihn jedoch nun selbst zum Kampf. Cesare zieht erneut sein Schwert.
Szene 9. In diesem Moment kehrt Emilia zurück und berichtet vom Kampf der Truppen Cesares gegen Arbace, bei dem dieser zu unterliegen drohe. Catone und Cesare eilen zum Kampfplatz.
Szene 10. Emilia beklagt das ungerechte Schicksal (Arie Emilia).
Großer Waffenplatz innerhalb der Stadtmauern Uticas, die zum Teil niedergerissen sind; Cesares Lager außerhalb der Stadt mit Zelten und Kriegsgerät
Szene 11. Cesares Soldaten dringen durch die Mauern in die Stadt ein und besiegen in einer Schlacht die Truppen Catones und Arbaces. Verzweifelt über Roms verlorene Freiheit beschließt Catone, sich selbst zu töten.
Szene 12. Marzia und Arbace versuchen, seinen Selbstmord zu verhindern. Als Marzia ihn um Verzeihung anfleht, verlangt er von ihr, Arbace ewige Treue und Cesare ewigen Hass zu schwören. Marzia tut dies schweren Herzens. Catone umarmt sie (Arie Catone).
Szene 13. Cesare lässt sich nach einem Sieg mit einem Triumphzug feiern (Chor). Anschließend steigt er von seinem Wagen und befiehlt, das Leben der Besiegten und vor allem auch das Catones zu schonen.
Szene 14. Marzia und Emilia berichten, dass Catone sich selbst getötet habe. Marzia gibt Cesare die Schuld daran und fordert ihn auf, auch sie zu töten. Emilia hofft noch immer auf Rache: Jene Hand, die Cesare für am wenigsten treulos halte, möge ihm die Brust durchstoßen. Marzia erinnert sich an ihren Schwur, Cesare zu hassen, und sagt sich von ihm los. Cesare jedoch betrauert seinen Feind. Catones Tod ist ein zu großer Preis für seinen Sieg. Er schleudert seinen Lorbeerkranz fort.

## Geschichte
Das Libretto Catone in Utica geht auf Pietro Metastasio, dem späteren kaiserlichen Hofdichter Karls VI., zurück. Es ist das erste von vier Opernlibretti, welches dieser für das Teatro delle Dame in Rom schrieb, bevor er nach Wien ging. Die anderen sind Alessandro nell’Indie, Semiramide riconosciuta (beide 1729) und Artaserse (1730). Alle vier Opern wurden erstmals von Leonardo Vinci vertont. Catone in Utica wurde am 19. Januar 1728 uraufgeführt und sollte mit rund 30 Kompositionen einer von Metastasios beliebtesten Operntexten werden. Pietro Antonio Domenico Bonaventura Trapassi, so sein eigentlicher Name, wusste in dieser Opera seria klassische Form und politisch-moralisch avancierten Inhalt wirkungsvoll zu verbinden. Seine Quellen waren womöglich das frühere Libretto Cateone uticenze (1701) des Venezianers Matteo Noris, Joseph Addisons bekannte und einflussreiche Tragödie Cato (geschrieben 1712, 1725 ins Italienische übersetzt) und Caton d’Utique (1715) von  François-Michel-Chrétien Deschamps, eine in der Tradition Pierre Corneilles stehende französische Tragödie. Für die Dichter der Opere serie, besonders Metastasio und seinen Vorgänger in Wien, Apostolo Zeno, war die französische Tragödie des 17. Jahrhunderts eine wichtige Inspirationsquelle.
Metastasios Catone in Utica wurde zunächst jedoch mit gemischten Gefühlen aufgenommen. Hatte das Publikum in Neapel Didos Tod in den Flammen am Ende von Didone abbandonata (1724) gerade noch akzeptiert, so waren römische Kritiker nicht bereit, den quälend langsamen Tod des Helden Cato, welcher sich über die letzten zwei Szenen der Oper erstreckte, anzusehen und auf das übliche „lieto fine“ zu verzichten. Publikum und Kritik stießen sich auch an einer gruseligen Szene, die in einem stillgelegten Abwasserkanal spielt. Metastasio, nicht unempfindlich auf Kritik reagierend, überarbeitete daraufhin die zweite Hälfte des dritten Aktes. In dieser seiner zweiten Version wird Catos Tod einfach nur berichtet, und alles, was vom „Acquedotti antichi“ übrig bleibt, ist der Eingang dazu, mit einem der Göttin Isis geweihten Springbrunnen und mehreren Bäumen als visuelle Ablenkung. Für Metastasio waren beide Versionen dieses Drama gleichberechtigt, die meisten Komponisten jedoch, so auch Leonardo Leo in Venedig 1729, bevorzugten die überarbeitete Fassung.
Mit Giovanni Battista Ferrandinis Vertonung wurde 1753 das Cuvilliés-Theater in München eröffnet. Für Johann Christian Bach wurde seine Vertonung für Neapel von 1761 seine erfolgreichste Oper.

## Vertonungen
Folgende Komponisten legten dieses Libretto einer Oper zugrunde:
| Komponist                                            | Uraufführung                                      | Aufführungsort | Anmerkungen |  |
| ---------------------------------------------------- | ------------------------------------------------- | -------------- | --- |  |
| Leonardo Vinci                                       | 19. Januar 1728, Teatro delle Dame                | Rom            | auch am 7. Februar 1729 im Teatro della Pergola in Florenz; Karneval 1730 im Teatro San Sebastiano in Livorno; am 19. November 1732 im Teatro San Bartolomeo (Teatro di S. M.) in Neapel; um den 26. Dezember 1746 im Teatro San Cassiano in Venedig         |  |
| Leonardo Leo                                         | 26. Dezember 1728, Teatro San Giovanni Crisostomo | Venedig        | 1732 von Georg Friedrich Händel als Grundlage eines Pasticcios bearbeitet und in London aufgeführt → Catone (Händel) |  |
| anonym                                               | Karneval 1731, Teatro dell’Accademia              | Brescia        | |  |
| Johann Adolph Hasse                                  | 26. Dezember 1731, Teatro Regio                   | Turin          | nicht vollständig erhalten |  |
| Georg Friedrich Händel (Pasticcio) → Catone (Händel) | 4. November 1732, King’s Theatre am Haymarket     | London         | HWV A7, als Catone; auf Basis der Vertonung von Leonardo Leo von 1728; mit Musik von Johann Adolph Hasse, Nicola Porpora, Leonardo Vinci und Antonio Vivaldi                                                                                                 |  |
| anonym                                               | Karneval 1733, Teatro de’ Nobili detto del Pavone | Perugia        | |  |
| anonym                                               | Karneval 1733, Teatro del Sole                    | Pesaro         | |  |
| Giovanni Francesco Maria Marchi                      | 26. Dezember 1733, Teatro Regio Ducale            | Mailand        | |  |
| anonym                                               | 13. Januar 1734, Teatro Formagliari               | Bologna        | |  |
| anonym                                               | 20. Januar 1734, Teatro Bonacossi                 | Ferrara        | |  |
| anonym                                               | 19. Dezember 1734, Teatro Regio Ducale            | Parma          | |  |
| Pietro Torri                                         | Karneval 1736, Salvatortheater                    | München        | |  |
| Antonio Vivaldi → Catone in Utica (Vivaldi)          | April 1737, Teatro Filarmonico                    | Verona         | RV 705 |  |
| Egidio Duni                                          | 26. Dezember 1739, Teatro della Pergola           | Florenz        | auch am 22. Mai 1746 im Teatro San Carlo in Neapel; im Herbst 1749 im Teatro in Lucca |  |
| anonym                                               | 1740, Theater                                     | Lucca          | |  |
| Rinaldo di Capua                                     | 1740, Teatro Condes                               | Lissabon       | überarbeitet am 27. Januar 1748 im Teatro Regio Ducale, Mailand |  |
| Giovanni Verocai                                     | Frühling 1743, Hoftheater                         | Braunschweig   | als Cato in Utica |  |
| Carl Heinrich Graun                                  | 24. Januar 1744, Königliche Hofoper               | Berlin         | auch im Februar 1744 im Burgtheater in Wien; Karneval 1756 im Teatro Filarmonico in Verona |  |
| Paolo Scalabrini                                     | 25. Dezember 1744, Oper am Gänsemarkt             | Hamburg        | |  |
| anonym                                               | 27. Dezember 1744, Teatro del Cocomero            | Florenz        | |  |
| anonym                                               | Karneval 1747, Teatro Ducale                      | Piacenza       | |  |
| Gaetano Latilla                                      | Karneval 1747, Teatro Capranica                   | Rom            | auch Karneval 1752 im Teatro San Sebastiano in Livorno |  |
| anonym                                               | 4. August 1747, Kleines Kurfürstliches Theater    | Dresden        | |  |
| anonym                                               | 1749, Neues privilegiertes kaiserliches Theater   | Wien           | |  |
| anonym                                               | Karneval 1749, Neues Theater                      | Prag           | |  |
| anonym                                               | 13. April 1749, Teatro del Cocomero               | Florenz        | |  |
| anonym                                               | Karneval 1752, Teatro del Sole                    | Pesaro         | |  |
| Arvid Niclas von Höpken                              | 1753                                              |                | |  |
| Giovanni Battista Ferrandini                         | 12. Oktober 1753, Residenztheater                 | München        | zur Theater-Eröffnung |  |
| Niccolò Jommelli                                     | 30. August 1754, Herzogliches Theater             | Stuttgart      | |  |
| Gregorio Ballabene                                   | Karneval 1755, Teatro                             | Macerata       | |  |
| Francesco Poncini Zilioli                            | Karneval 1756, Teatro Ducale                      | Parma          | |  |
| Vincenzo Legrenzio Ciampi                            | 26. Dezember 1756, Teatro San Benedetto           | Venedig        | |  |
| anonym                                               | 1759                                              | Würzburg       | |  |
| Florian Leopold Gassmann                             | 29. April 1761, Teatro San Samuele                | Venedig        | verschollen; auch am 24. August 1761 im Nuovo magnifico Teatro in Lugo; Karneval 1762 im Teatro in Vicenza |  |
| Johann Christian Bach                                | 4. November 1761, Teatro San Carlo                | Neapel         | auch im Sommer 1762 im Teatro Regio Ducale in Mailand; Karneval 1763 im Teatro Omodeo in Pavia; am 2. Januar 1763 im Teatro de’ Nobili in Perugia; am 26. Dezember 1764 erneut im Teatro San Carlo in Neapel; Karneval 1772 erneut im Teatro Omodeo in Pavia |  |
| anonym                                               | 26. Dezember 1761, Teatro della Pergola           | Florenz        | |  |
| Gian Francesco de Majo                               | Karneval 1763, Teatro Regio                       | Turin          | |  |
| anonym                                               | 25. September 1763, Teatre de la Santa Creu       | Barcelona      | |  |
| anonym                                               | Karneval 1764, Teatro                             | Livorno        | |  |
| Niccolò Piccinni                                     | 4. November 1770, Hoftheater                      | Mannheim       | |  |
| Bernardo Ottani                                      | 4. November 1777, Teatro San Carlo                | Neapel         | |  |
| Francesco Antonelli Torre                            | 4. Oktober 1784, Teatro San Carlo                 | Neapel         | |  |
| Gaetano Andreozzi                                    | Karneval 1787, Teatro della Nobile Associazione   | Cremona        | auch am 10. Oktober 1787 im Teatro della Pergola in Florenz; zur Messe 1788 im Teatro Pubblico in Reggio nell’Emilia; überarbeitet in zwei Akten im Herbst 1789 im Teatro degli Armeni in Livorno; Frühling 1791 im Teatro Sant’Agostino in Genua            |  |
| Sebastiano Nasolini                                  | Karneval 1789, Teatro San Samuele                 | Venedig        | |  |
| Giovanni Paisiello                                   | 5. Februar 1789, Teatro San Carlo                 | Neapel         | |  |
| Peter von Winter                                     | Himmelfahrtsmesse 1791, Teatro San Benedetto      | Venedig        | |  |

## Aufnahmen und Aufführungen in neuerer Zeit
- Johann Christian Bach:
  - 2001: Aufführung im Conservatorio Giuseppe Verdi, Mailand und CD. Ensemble Musica Rara, Leitung: Arnold Bosman. Sänger: Davide Livermore (Catone), Stefania Donzelli (Cesare), Silvia Bossa (Marzia), Barbara Vignudelli (Emilia), Sibongile Mngoma (Arbace) und Ricardo Mirabelli (Fulvio).[46]
- Giovanni Battista Ferrandini:
  - 2003/2004: Aufführungen im Cuvilliés-Theater, München und CD. Neue Hofkapelle München, Leitung: Christoph Hammer. Sänger: Kobie van Rensburg (Catone), Robert Crowe (Cesare), Simone Schneider (Marcia), Sandra Moon (Emilia), Johnny Maldonado (Arbace) und Florian Simson (Fulvio).[29]
- Niccolò Piccinni:
  - 2007: Aufführung im Nationaltheater Mannheim. Orchester des Nationaltheaters Mannheim, Leitung: Reinhard Goebel. Sänger: Charles Reid (Catone), Robert Crowe (Cesare), Cornelia Ptassek (Marzia), Iris Kupke (Emilia), Yanyu Guo (Arbace) und Marina Ivanova (Fulvio). Ein Mitschnitt wurde am 10. Februar 2008 auf SWR 2 gesendet.[47]
- Francesco Antonelli Torre
  - 2014: Aufführung im Teatro San Carlo, Neapel. Divertimento Barocco Teatino, Leitung: Ginevra Zotti Di Nicola. Sänger: Matteo Zenatti (Catone), Ginevra Zotti Di Nicola (Cesare), Silvia Faugno (Marzia), Valentina di Cola (Emilia), Antonella Gnagnarelli (Arbace) und Paola Incani (Fulvio).[48]
- Leonardo Vinci:
  - 1987: Aufführung im Teatro Rossini in Lugo. Orchestra Sinfonica dell’Emilia-Romagna, Leitung: Rinaldo Alessandrini. Sänger: Ezio di Cesare (Catone), Cristina Mantese (Cesare), Maria Angeles Peters (Marzia), Gloria Guida Borrelli (Emilia), Gloria Scalchi (Arbace) und Gian Paolo Fagotto (Fulvio).[4]
  - 2015: CD. Il Pomo d’Oro, Leitung: Riccardo Minasi. Sänger: Juan Sancho (Catone), Franco Fagioli (Cesare), Valer Sabadus (Marzia), Vince Yi (Emilia), Max Emanuel Cenčić (Arbace) und Martin Mitterrutzner (Fulvio).[49] Die Einspielung wurde mit dem ECHO Klassik 2016 der Kategorie „Operneinspielung (Oper bis inkl. 17./18. Jh.)“ ausgezeichnet.[50]
  - 2015: Aufführung bei den Internationalen Maifestspielen am Hessischen Staatstheater Wiesbaden. Il Pomo d’Oro, Leitung: Riccardo Minasi, Regie: Jakob Peters-Messer. Sänger: Juan Sancho (Catone), Franco Fagioli (Cesare),  Ray Chenez (Marzia), Vince Yi (Emilia), Max Emanuel Cencic (Arbace) und Martin Mitterrutzner (Fulvio).[51]
- Antonio Vivaldi:
  - 1984/2003: CD. I Solisti Veneti, Leitung: Claudio Scimone. Sänger: Ernesto Palacio (Catone), Cecilia Gasdia (Cesare), Marilyn Schmiege (Marzia), Margarita Zimmermann (Emilia), Susanna Rigacci (Arbace) und Lucretia Lendi (Fulvio).[17]
  - 1998: Aufführung im Atelier lyrique de Tourcoing. Leitung: Jean-Claude Malgoire. Sänger: Simon Edwards (Catone), Jacek Laszczkowski (Cesare), Patrizia Rosario (Marzia), Veronica Cangemi (Emilia), Sophie Fournier (Arbace) und Annie Vavrille (Fulvio).[17]
  - 2001: Aufführungen in der Opéra-Comique in Paris und im Atelier lyrique de Tourcoing und CD. La Grande Ecurie et la Chambre du Roy, Leitung: Jean-Claude Malgoire. Sänger: Simon Edwards (Catone), Jacek Laszczkowski (Cesare), Manuela Kriscak (Marzia: Paris) / Liliana Faraon (Marzia: Tourcoing und CD), Veronica Cangemi (Emilia), Philippe Jaroussky (Arbace) und Sylvie Althaparro (Fulvio: Paris) / Diana Bertini (Fulvio: Tourcoing und CD).[17]
  - 2012/2013: CD. Il complesso barocco, Leitung: Alan Curtis. Sänger: Topi Lehtipuu (Catone), Roberta Mameli (Cesare), Sonia Prina (Marzia), Ann Hallenberg (Emilia), Emőke Baráth (Arbace) und Romina Basso (Fulvio).[17]
  - 2014: Konzertante Aufführung im Théâtre des Champs Élysées, Paris. Il Complesso Barocco, Leitung: Alan Curtis. Sänger: Colin Balzer (Catone), Caitlin Hulcup (Cesare), Sonia Prina (Marzia), Ann Hallenberg (Emilia), Ana Quintans (Arbace), Nerea Berraondo (Fulvio).[17]
  - 2015: Glimmerglass Festival, Cooperstown (New York). Leitung: Tazewell Thompson, Dirigent: Ryan Brown. Sänger: Thomas Michael Allen (Cato), Megan Samarin (Marzia), Allegra De Vita (Fulvio), Eric Jurenas (Arbace), Sarah Mesko (Emilia), John Holiday (Caesar).[52]
  - 2016: Aufführung im Concertgebouw Amsterdam und Radiosendung. La Cetra Barockorchester Basel, Leitung: Andrea Marcon. Sänger: Emiliano Gonzalez Toro (Catone), Anett Fritsch (Cesare), Francesca Ascioti (Marzia), Ann Hallenberg (Emilia), Roberta Invernizzi (Arbace) und Carlos Mena (Fulvio).[53]
  - 2023: Aufführung und Videostream aus dem Teatro Comunale di Ferrara. Orchestra Barocca Accademia dello Spirito Santo, Leitung: Federico Maria Sardelli. Sänger: Valentino Buzza (Catone), Arianna Vendittelli (Cesare), Valeria Girardello (Marzia), Miriam Albano (Emilia), Valeria La Grotta (Arbace), Chiara Brunello (Fulvio).[54]

## Digitalisate
1. 1 2 3  Johann Anton Koch: Des Herrn Abt Peter Metastasio Kayserl. Königl. Hofpoetens Dramatische Gedichte, aus dem Italiänischen übersetzt. Dritter Band. Krauß, Frankfurt und Leipzig 1771. Digitalisat des Münchener Digitalisierungszentrums.
2. ↑  Leonardo Vinci: Libretto (italienisch), Rom 1728. Digitalisat im Corago-Informationssystem der Universität Bologna.
3. ↑  Leonardo Vinci: Partitur. Digitalisat im International Music Score Library Project.
4. ↑  Leonardo Leo: Libretto (italienisch), Venedig 1729. Digitalisat im Corago-Informationssystem der Universität Bologna.
5. ↑  Anonym: Libretto (italienisch), Brescia 1731. Digitalisat im Museo internazionale e biblioteca della musica di Bologna.
6. ↑  Johann Adolph Hasse: Libretto (italienisch), Turin 1732. Digitalisat der Library of Congress.
7. ↑  Giovanni Francesco Maria Marchi: Libretto (italienisch), Mailand 1733. Digitalisat im Corago-Informationssystem der Universität Bologna.
8. ↑  Anonym: Libretto (italienisch), Bologna 1734. Digitalisat im Corago-Informationssystem der Universität Bologna.
9. ↑  Anonym: Libretto (italienisch), Ferrara 1734. Digitalisat im Museo internazionale e biblioteca della musica di Bologna.
10. ↑  Anonym: Libretto (italienisch), Parma 1734. Digitalisat im Corago-Informationssystem der Universität Bologna.
11. ↑  Pietro Torri, J. F. A. Aubert (Übers.): Libretto (deutsch), München 1736. Digitalisat des Münchener Digitalisierungszentrums.
12. ↑  Pietro Torri: Libretto (italienisch), München 1736. Digitalisat des Münchener Digitalisierungszentrums.
13. ↑  Pietro Torri: Partitur. Digitalisat im International Music Score Library Project.
14. ↑  Antonio Vivaldi: Libretto (italienisch), Venedig 1737. Digitalisat im Corago-Informationssystem der Universität Bologna.
15. ↑  Egidio Duni: Libretto (italienisch), Florenz 1740. Digitalisat im Museo internazionale e biblioteca della musica di Bologna.
16. ↑  Anonym: Libretto (italienisch), Lucca 1740. Digitalisat im Museo internazionale e biblioteca della musica di Bologna.
17. ↑  Rinaldo di Capua: Libretto (italienisch), Mailand 1748. Digitalisat bei Google Books.
18. ↑  Carl Heinrich Graun: Libretto (italienisch/deutsch), Berlin 1743. Digitalisat der Niedersächsischen Staats- und Universitätsbibliothek Göttingen.
19. ↑  Carl Heinrich Graun: Libretto (italienisch), Verona 1756. Digitalisat im Corago-Informationssystem der Universität Bologna.
20. ↑  Carl Heinrich Graun: Libretto (italienisch/deutsch), Berlin 1768. Digitalisat des Münchener Digitalisierungszentrums.
21. ↑  Carl Heinrich Graun: Partitur, 1743. Digitalisat im International Music Score Library Project.
22. ↑  Paolo Scalabrini: Libretto (italienisch), Hamburg 1744. Digitalisat der Staats- und Universitätsbibliothek Hamburg.
23. ↑  Anonym: Libretto (italienisch), Florenz 1745. Digitalisat im Museo internazionale e biblioteca della musica di Bologna.
24. ↑  Gaetano Latilla: Libretto (italienisch), Rom 1747. Digitalisat des Münchener Digitalisierungszentrums.
25. ↑  Anonym: Libretto (italienisch/deutsch), Dresden 1747. Digitalisat der Niedersächsischen Staats- und Universitätsbibliothek Göttingen.
26. ↑  Anonym: Libretto (deutsch), Wien 1749. Digitalisat des Münchener Digitalisierungszentrums.
27. ↑  Giovanni Battista Ferrandini: Libretto (italienisch/deutsch), München 1753. Digitalisat des Münchener Digitalisierungszentrums.
28. ↑  Niccolò Jommelli: Libretto (italienisch/deutsch), Stuttgart 1754. Digitalisat der Library of Congress.
29. ↑  Vincenzo Legrenzio Ciampi: Libretto (italienisch), Venedig 1757. Digitalisat im Museo internazionale e biblioteca della musica di Bologna.
30. ↑  Florian Leopold Gassmann: Libretto (italienisch), Venedig 1761. Digitalisat im Corago-Informationssystem der Universität Bologna.
31. ↑  Johann Christian Bach: Libretto (italienisch), Mailand 1762. Digitalisat im Museo internazionale e biblioteca della musica di Bologna.
32. ↑  Johann Christian Bach: Partitur. Digitalisat im International Music Score Library Project.
33. ↑  Anonym: Libretto (italienisch), Florenz 1761. Digitalisat der Biblioteca Nazionale Centrale di Roma.
34. ↑  Gian Francesco de Majo: Libretto (italienisch), Turin 1763. Digitalisat des Münchener Digitalisierungszentrums.
35. ↑  Anonym: Libretto (italienisch), Barcelona 1763. Digitalisat bei Google Books.
36. ↑  Niccolò Piccinni: Libretto (italienisch), Mannheim 1770. Digitalisat der Library of Congress.
37. ↑  Niccolò Piccinni: Libretto (deutsch), Mannheim 1770. Digitalisat der Library of Congress.
38. ↑  Bernardo Ottani: Libretto (italienisch), Neapel 1777. Digitalisat im Corago-Informationssystem der Universität Bologna.
39. ↑  Bernardo Ottani: Partitur, 1777. Digitalisat im International Music Score Library Project.
40. ↑  Francesco Antonelli Torre: Libretto (italienisch), Neapel 1784. Digitalisat im Museo internazionale e biblioteca della musica di Bologna.
41. ↑  Francesco Antonelli Torres: Partitur, Neapel 1784. Digitalisat im Portal Internet Culturale.
42. ↑  Gaetano Andreozzi: Libretto (italienisch), Florenz 1787. Digitalisat im Museo internazionale e biblioteca della musica di Bologna.
43. ↑  Giovanni Paisiello: Libretto (italienisch), Neapel 1789. Digitalisat im Museo internazionale e biblioteca della musica di Bologna.
44. ↑  Giovanni Paisiello: Partitur, 1789. Digitalisat im International Music Score Library Project.
45. ↑  Peter von Winter: Libretto (italienisch), Venedig 1791. Digitalisat im Corago-Informationssystem der Universität Bologna.